# Thelma Peake
Thelma Peake z domu Mason (ur. 30 kwietnia 1914, zm. 15 czerwca 1982) –  australijska lekkoatletka, dwukrotna medalistka igrzysk Imperium Brytyjskiego w 1938.
Była wszechstronną lekkoatletką. Największe sukcesy odnosiła w skoku w dal, ale z powodzeniem startowała również w biegach płotkarskich, biegach krótkich i biegach średniodystansowych.
Na igrzyskach Imperium Brytyjskiego w 1938 w Sydney zdobyła złoty medal w sztafecie 220-110-220-110 jardów (która biegła w składzie: Decima Norman, Jean Coleman, Joan Woodland i Peake) oraz brązowy medal w skoku w dal (za Decimą Norman i Ethel Raby z Anglii), a także zajęła 5. miejsce w biegu na 80 metrów przez płotki i odpadła w półfinale biegu na 100 jardów.
Była mistrzynią Australii w skoku w dal w latach 1934/1935, 1935/1936 i 1937/1938, wicemistrzynią w biegu na 100 jardów w 1937/1938, w biegu na 90 jardów przez płotki w 1935/1936 i 1937/1938 i w skoku w dal w 1939/1940 oraz brązową medalistką w biegu na 90 jardów przez płotki w 1934/1935 i w biegu na 880 jardów w 1939/1940. Wielokrotnie zdobywała medale mistrzostw Queenslandu.
Była trzykrotnie rekordzistką Australii w biegu na 880 jardów do czasu 2:28,6, osiągniętego 3 czerwca 1933 w Brisbane, raz w biegu na 80 metrów przez płotki z czasem 12,0 s (5 września 1936 w Brisbane) i trzykrotnie w skoku w dal do wyniku 5,66 m (4 września 1937 w Brisbane).  
Pozostałe rekordy życiowe Thelmy Peake:
- bieg na 100 jardów – 11,0 s (28 sierpnia 1937, Brisbane)
- bieg na 220 jardów – 25,8 s (26 czerwca 1937, Brisbane)
- bieg na 440 jardów – 1:00,8 (19 czerwca 1937, Brisbane)